# 宮西ひかる
宮西 ひかる（みやにし ひかる、1999年8月22日 - ）は、日本のAV女優。LIGHT所属。

## 略歴
2022年1月、アイデアポケットの専属女優としてAVデビュー。
アダルトメディア研究家の安田理央はデビュー年の活動を振り返り、「何か肩書がなくても、すごい逸材。みんなが好きになりそうな人の好さ、息子の嫁にしたい」と業界やファンの間での評判を筆致した。
同年10月28日週FANZA通販ランキングにおいて、『嫌いな同僚に弱みを握られ、好き放題され堕ちた美人OL 宮西ひかる』（マキシング）が初登場5位にランクイン。

## 人物
小学生の頃からオナニーをしていたが、その行為がオナニーだと認識したのは中学の終わりか高校生の頃だった。今でも寝る前など毎日のようにしている。
高校2年の時に当時付き合っていた彼と彼の家で初体験。デビュー前の経験人数は5〜6人。
友達から教えてもらった橋本ありな（現・新ありな）のSNSを見ているうちに大好きになり憧れを持ったこと。更にエッチなことへの興味や好奇心が合わさって自分もやってみようと思ったことがAV出演のきっかけ。
Sっぽい彼からされたことをきっかけに、首絞めセックスが好きになった。

## 作品
◎はBD版発売作品。

### アダルトDVD / BD
- FIRST IMPRESSION 152 笑顔が一番可愛い美巨乳お姉さん（1月11日、アイデアポケット）◎
- Level up! 笑顔の裏に秘めたエロポテンシャル覚醒! 快感絶頂4本番（2月8日、アイデアポケット）
- 恵体ボディがくねる!仰け反る!身悶える! 1か月の禁欲解禁! アクメが荒ぶる性感開発3本番!（3月8日、アイデアポケット）
- 美乳おっぱい丸出しエステティシャンの小悪魔射精コントロール（4月12日、アイデアポケット）
- 「本指名の方は何発でもOkです♡」 無制限射精の即尺即ハメ!! 神対応 美巨乳ソープ嬢（6月14日、アイデアポケット）
- 夫に言えない妻の秘密映像 慰安旅行でハメ外しNTR 愛する妻が会社の同僚と楽しそうに浮気SEX!!（7月12日、アイデアポケット）
- 旦那への罪悪感を覚えつつ今日も義父の濃密レ●プに繰り返し絶頂を…（8月9日、アイデアポケット）
- 死ぬほど大嫌いな上司と出張先の温泉旅館でまさかの相部屋に… 醜い絶倫おやじに何度も何度もイカされてしまった私。（9月13日、アイデアポケット）
- あなたが家を空ける朝から晩、お義父さんのベロ舐め舌技にイカされ続け…（10月11日、アイデアポケット）
- 美人家庭教師ひかる先生の接吻レクチャー個人レッスン（12月13日、アイデアポケット）

- 絶頂後にぶっちぎりの追撃弾丸ピストン ≪ダダ洩れスプラッシュ編≫ 宮西ひかる（3月14日、アイデアポケット）
- 近所で評判の美しすぎる宮西家の双子姉妹 しかし、裏へ回ればドロドロの愛憎が…! そしてついに、清楚な令嬢だった姉の思いがけない本性が暴かれた!! 宮西ひかる（5月2日、アタッカーズ）
- 幼馴染の女の子が思い出作りをしたいからと婚約中の僕に迫ってきた話 宮西ひかる（6月6日、アタッカーズ）
- お父さん、ごめんね。 淫らに成長した私を許して… 宮西ひかる（7月4日、アタッカーズ）
- 脱獄者 宮西ひかる（8月1日、アタッカーズ）
- 教育 「社長。うちの宮西に社会の常識ってヤツをしっかりと教えてやってください…」 宮西ひかる（9月5日、アタッカーズ）
- ささやかな好奇心に背中を押され… 他人棒に沼る淑女妻の懺悔録 夫を裏切り性の虜になった若妻ひかる、愚行のカタログ 宮西ひかる（10月3日、アタッカーズ）
- 生贄デス・ゲーム 悲しみの鬱勃起 宮西ひかる（11月7日、アタッカーズ）
- 妻と別居中の中年男が、様子を見に来た妻の妹とセックスに溺れてしまった話 宮西ひかる（12月5日、アタッカーズ）
- 人懐っこいひかるスマイルに毎日がイチャラブ… 癒し効果抜群メイドにニヤニヤが止まらない ボクのことを好き過ぎるご奉仕メイドとのなんともうらやましい日常。宮西ひかる（12月26日、クリスタル映像）

- 見た目は地味だけど脱いだらもの凄いクビレ! 誘惑Fカップ杭打ち騎乗位で痴女られたボク 宮西ひかる（1月2日、BeFree）
- 仕事がデキる美人OLの誘惑パンチラ挑発 宮西ひかる（1月9日、MARRION）
- 修学旅行生を狙う美脚人妻キャビンアテンダント パンスト誘惑 & 杭打ちピストンでイキまくる! 宮西ひかる（1月23日、溜池ゴロー）
- 久々に会った幼馴染がむちエロ美巨乳BODY美少女へ 風呂凸からの潜望鏡パイズリフェラに我慢できず、親に隠れて甘々いちゃラブSEX 宮西ひかる（1月30日、ABC/妄想族）
- いつも下着姿で過ごす幼馴染の無自覚な誘惑に乗せられて、中出しセックスに明け暮れた5日間―。 初恋のヒト（兄嫁）と何度も一線を越えた居候のボク―。 宮西ひかる（1月30日、マドンナ）
- この子ヤバイ!! 首絞めプレイを懇願しちゃう美乳美少女。宮西ひかる（2月6日、S-Cute）
- もう我慢できない! 見せつけ誘惑で俺を翻弄する小悪魔姪っ子 宮西ひかる（2月20日、プラネットプラス/七狗留）
- 女子○生限定 彼女さん! 彼氏のチ○ポ当ててください!! in マジックミラー号 学園のマドンナ厳選SP【圧倒的4K映像でヌク!】（2月22日、SODクリエイト）
- 羞恥! 新任女教師が学習教材にされる男子校の性教育 生徒の目の前で無遠慮な指が膣に挿入される! プライドは崩壊するが、子宮の奥から愛液があふれ出る 13（3月7日、サディスティックヴィレッジ）
- 絶倫マザコン義息に、男性不信な敏感おっぱいを【美巨乳オナホ調教】されてしまった清楚ママの新婚生活 宮西ひかる（3月19日、グローリークエスト）
- 素人参加バラエティ 学校帰りの無垢J〇が童貞男性の上でぎこちなく腰を振るオイル素股に挑戦! ヌレヌレの割れ目に亀頭の先っちょを挿入したら「（/ω\）イヤン♡」と言いつつも中出しまで許してくれる!?（3月20日、サディスティックヴィレッジ）
- 愛欲溢れる濃密レズビアン同棲生活 ～巨乳に埋もれキスに溺れる求愛オーガズム性交～ 宮西ひかる 加藤結衣（4月9日、ビビアン）
- ブラック企業で働く美人巨乳OL強制わいせつ 千鶴えま あやせ舞菜 宮西ひかる（4月26日、TMA）
- 推しのために中出しするスレンダー美乳コンカフェ嬢 ひかる (20)（4月27日、First Star）※「ひかる (20)」名義
- 人妻の浮気心 宮西ひかる（5月7日、人妻援護会/エマニエル）
- 恋人いちゃラブドキュメント Eカップスレンダー巨乳甘えんぼJD 宮西ひかるちゃんと1日イチャイチャデート（5月7日、パコパコ団とゆかいな仲間たち/妄想族）
- モーターショーで車より輝くレースクイーンの皆さん!! 「童貞カメラマンのモデルになってくれませんか?」 ナイスボディを撮影中にフル勃起しちゃってうまく撮れない童貞君に肉食系RQはムラムラ…ww 「エッチしてみる?」 祝 筆おろし暴発中出し連発SP（5月10日、赤面女子）
- 限界突破! 意識がぶっ飛ぶほどイカされまくる最高潮FUCK 宮西ひかる（5月16日、MAXING）
- 極上テクは心を癒やし精子を搾り出す! 超人気回春メンズエステ 宮西ひかる（5月20日、プラネットプラス/七狗留）
- 「脱いでくれたら入会するよ。」 マルチ勧誘の女ホテルに連れ込んで生ハメカウンター喰らわせてヤッた 。 勧誘人妻 ひかる。（6月4日、ナンパJAPAN）※「勧誘人妻 ひかる。」名義
- コスプレ妄想エロファンタジー 宮西ひかる 橘メアリー（6月18日、ミル）
- めちゃシコぃ! 話題のコスプレイヤーオフパコ性交（6月28日、TMA）※「ひかる Fcup」名義
- 美巨乳な痴女姉が弟を誘惑して最高の筆おろし（6月28日、TMA）
- 僕の身代わりに悪質クレーム謝罪で土下座してくれた同僚OLがカスハラ共同便女にされているのを見て思わず… クズ勃起 宮西ひかる（7月2日、山と空/妄想族）
- 性癖、ハメ撮り Vol.01（7月5日、DOC）
- 高級美容サロン勤務の美人セラピストさんがお口だけでじゅぼんじゅっぼんバキュームノーハンドフェラ!? 2  上品な一流エステティシャンがお口だけのマッサージww 心を込めてチ○ポをしゃぶり尽くして思わず赤面発情… 総発射15発! 4人全員中出しSP（7月12日、赤面女子）
- 酔うとキス魔になって滅茶苦茶エロい美人秘書 しゃぶったら射精するまで離さない口マ●コ 欲情したら止まらないおチ●ポ思い出しオナニー 終電逃してお泊まり中出し性交 宮西ひかる（7月16日、VENUS）
- 家事代行サービスで来た美乳Fカップ妻の誘惑に我慢できずにチ●ポを見せつけたら発情してしまい、それから毎日来ては搾精されまくっている。 宮西ひかる（7月16日、ミセスの素顔/エマニエル）
- Sexy エロティカバニー Queen 宮西ひかる（7月23日、ミル）
- 家庭内睡姦 ～超仲の悪い姉を眠らせてボクのいいなり人形～（7月23日、Hunter）
- 「夫には絶対に言えません」義父に抱かれたなんて… 4章（7月27日、グラフィティジャパン）
- 通り魔レイプ 拉致監禁された女教師。記録映像流出。 宮西ひかる（8月6日、アタッカーズ）
- たくはいの妻 恥辱の肉棒再配達依頼 宮西ひかる（8月13日、JET映像）
- パンスト美脚厨 宮西ひかる（8月20日、MEGAMI）
- 既婚者合コンで出会った人妻エロすぎっ…! 金玉が空っぽになるまでイカされまくりの13射精!! 末広純 宮西ひかる（8月20日、溜池ゴロー）
- お前らが大好きな国民的グラドル「M・H」のハメ撮り動画あるけど見たい奴いる? 【胸糞】清楚系グラドルがキモ豚権力おやじのチ○ポをしゃぶりまくる肉便器オーディション（8月20日、エムズビデオグループ）
- 外回りで湿った黒パンストOL専門 固定ディルド腰ふり羞恥ゲーム ジワジワとサイズが大きくなっていく障害物レース悶絶アクメ! 制限時間内にゴールできなかったら即ハメ中出し罰ゲーム! 4（8月20日、はじめ企画）
- 一般男女モニタリングAV 残業終わりの終電間際に突撃交渉! 同僚同士の社会人男女が中出し1発10万円の過激ミッションに挑戦! 女子社員2人が職場の同僚男性とラブホテルで朝までハーレム逆3P連続射精セックス! 会社には報告できない秘密の乱交は1発限りじゃ収まらない!!（8月20日、DEEP'S）
- お、お義父さんやめて下さい（汗） 私の入浴中、勝手にお風呂に入ってくるのは…ッ!! 宮西ひかる（9月10日、VENUS）
- 「ワタシ、これが普通だと思ってた!」 オジサン彼氏を飽きさせないエロすぎる同棲生活 宮西ひかる（9月17日、HALENTINO/妄想族）
- 街中ゲリラナンパMM便15周年! 顔出し解禁! マスク美女の歯科衛生士 初めてのじゅぼじゅぼバキュームノーハンドフェラ編 総発射16発! 8人全員SEXスペシャル! マジックミラー便 マスクに隠された素顔が美しいお姉さんが丁寧にチ○ポをしゃぶり尽くす神フェラSEX（9月17日、DEEP'S）
- 僕と愛を誓い合った真面目で仕事熱心な可愛い彼女が、ビデオ通話中に生ハメ中出しハメ撮りセックスさせられるまでの一部始終 宮西ひかる（10月8日、unfinished）
- 私の黒パンスト尻見てヤル気出しなさい!  美人女上司がポンコツの僕を黒パンストマ○コで優しく指導してくれた!（10月10日、SWITCH）
- M男は拘束される生き物。痴女の拘束、Mスイッチ。宮西ひかる（10月15日、M男パラダイス）
- 【個撮】 フェラなら撮らしてくれた! 9 あ～んぐり口内射精10人（10月15日、HALENTINO/妄想族）
- 顔出しMM号 一流百貨店の美容部員さん限定 ザ・マジックミラー 勝てば100万円! 負ければ即ハメ! 青空中出し野球拳! 品格漂う清楚な美女に何度イってもやめないデカチン追撃ピストンで連続中出し!（10月15日、DEEP'S）
- 主導権は年下の彼女 宮西ひかる（11月19日、S-Cute）
- ベトベト媚薬ローションマッサージ体験! 極小ビキニ女子大生のオッパイ & 乳首を粘着こねくり! ヌルヌル焦らし続けるとナマ中出しSEXまでヤレちゃうのか!?（11月19日、はじめ企画）
- 恥ずかしくて思わず濡れちゃう女体観察 2（11月19日、HALENTINO/妄想族）
- Future Girl Sperman 宮西ひかる（11月26日、レッド）
- 心の声が聞こえる電車痴漢! 2 えっ!? ウソ! ダメ! お願い! そこで止めないで! イキそうなのに…（※心の声）痴漢被害者女性の心の声が聞こえる電車痴漢!はエロ漫画さながらです!（11月26日、Hunter）
- 美人女教師の彼女はクラスの担任で部活の顧問でボクの恋人 ～年上彼女と朝から晩まで禁断情熱中出しSEX～ 宮西ひかる（12月3日、VENUS）
- 僕たちの露出魔先生 普段は厳しい女教師が校内露出で羞恥興奮しているのを目撃した僕は… 「露出狂だってバレたら… でも気持ちよくてやめられない」（12月3日、ゲッツ!!ボンボン/妄想族）
- 時間停止病棟。ナースコールがまさかの時間を止めれる神装置で好きな時に挿れたり、止めたりし放題（12月10日、Hsoda）
- これぞ王道 神ビキニ 宮西ひかる  昭和アイドルやキャンギャル、令和グラドルまで多くの女子の秘部を隠してきたビキニを巨乳や美乳、パイパンから剛毛、無防備ワキやハミ毛を超接写で舐め回す 絶対脱がさない完全着衣だからこそのポロリやハミ出しAV（12月12日、親父の個撮）
- ワザと間違えて憧れの女上司と相部屋温泉! 僕の下心にすぐ気づいて、からかい誘惑してくる女上司に手を出したら、カラダの相性ピッタリで何回も求められた!（12月12日、SWITCH）
- 嫌いな同僚に弱みを握られ、好き放題され堕ちた美人OL 宮西ひかる（12月16日、MAXING）
- 私の涎でぬるぬるにしてあげる! 顔舐めよだれパック手コキ!（12月24日、SEX Agent/妄想族）
- だれとでも定額挿れ放題! 零細企業編 月々定額料金さえ支払えば、社内に出入りする女性であれば誰でも、出前の配達員でも清掃員でも受付嬢でも新卒の女の子でも誰にでも挿れ放題!!（12月24日、Hunter）
- 種付け特化! 素人女子大生限定! 孕ませ中出しナンパ!! 中出し処女のウブなオマ○コにアツアツの精子を大量投入! 妊娠確定w子宮の奥まで届く種付けプレスで連続中出し & 中出しシェイクSP 2（12月27日、赤面女子）

- 私を舐め犯す義父の接吻 宮西ひかる（1月7日、アタッカーズ）
- 一般男女モニタリングAV アナウンサーを目指す美人女子大生がタオル一枚男湯で突撃チ○ポリポートに挑戦! 男性客チ○ポに囲まれ恥じらいながらも生チン実況中にザーメン暴発ハプニング続出! しごいてしゃぶる超過激ミッションでオマ○コが疼いちゃって公開汗だく中出しSEX 超発射15発（1月7日、DEEP'S）
- 「今すぐキスしたら電車でエッチしてもいいよ」 中年オヤジを惑わせる小悪魔べろちゅう娘（1月9日、ナチュラルハイ）
- ハミ尻モロ見えお姉さん! 近所のお姉さんたちが、ハミ尻パンツ見せつけて、からかってくるので勃起して困る!（1月9日、SWITCH）
- ヒワイすぎる裏オプメンエス嬢の悶絶快感エチエチ施術!! 紙パンツを突き破りそうなほどチ○ポを勃起させ! 男を狂わせる超寸止めオイルマッサージ! キ○タマ枯渇するほど精子を搾り取る神業ハンドテク!!（1月10日、赤面女子）
- THANKS BITCH 街角に隠れたビッチ女の本性を暴き撮る vol.01（1月17日、DOC）
- 青年チ○ポを本棚越し手コキでこっそり発射させ声我慢SEXで中出しまでさせる年下好き美人司書（1月23日、ナチュラルハイ）
- 本気で恋する5秒前 おじさんと天使 2 宮西ひかる（1月28日、レッド）
- 魅惑のパンティーストッキングビッチ! 宮西ひかる（1月28日、AVS collector’s）
- 緊縛解禁! 白い柔肌を縛り上げる令嬢緊縛 宮西ひかる（2月4日、Fitch）
- 結婚しているなんて知らなかった。バイト先で出会った彼女は『人妻』でした。 宮西ひかる（2月4日、BeFree）
- 極上!! 三十路奥さま初脱ぎAVドキュメント 藤井知花（2月4日、熟女JAPAN）※「藤井知花」名義
- 一般男女モニタリングAV 巨乳女子大生さん! タオル一枚男湯でチ○ポ洗ってもらえませんか? 5 男性客のフル勃起チ○ポに囲まれ恥じらいながらもしごいてしゃぶってザーメン抜きまくり! 過激なミッションでオマ○コが火照ってしまいそのまま汗だく中出しSEX! 総発射23発（2月4日、DEEP'S）
- 混浴風呂の中で湯あみ着をずらされ執拗な乳首イジリで抵抗できない美乳女（2月6日、ナチュラルハイ）
- 転校生ひかるちゃん 宮西ひかる（2月25日、レッド）
- 磨け! おま●こ洗体ボディウォッシュ!（2月25日、SEX Agent/妄想族）
- 素人おま○こくぱぁ観察 6 -ジムインストラクター編- 輝くビラビラが透けて見えそうなほど4Kカメラ超接写至近距離で照れイキオナニー30ま○こ5時間超（2月25日、S級素人）
- 箱根で見つけた温泉大好きお嬢さん タオル一枚男湯入ってみませんか? 60 20周年記念スペシャル ご愛顧感謝の全員セックスミッションでこってり濃熱ザ～汁ゲット こんなに湧き出た8名465分（3月6日、SODクリエイト）
- 対面羞恥で何度もイカされ糸が引くほど舌を絡ませるベロキス発情娘 5（3月6日、ナチュラルハイ）
- カルト教団にハマって身も心も捧げる女 宮西ひかる（3月11日、グローリークエスト）
- 絶叫凌辱レイプ 強姦される人妻 夫に恨みを持つ男たちの復讐レイプ!! 媚薬で理性を狂わされた拉致3P 宮西ひかる（3月11日、グローバルメディアアネックス）
- うぶな男の子に冗談半分の挑発パンチラしたら超暴走! 仕方なく射精させてあげても勃起は治まらず追いかけられて機内の死角でハメられまくる美人CA（3月20日、DANDY）
- ひょんなことから毎日3分間、マンションの玄関先で近所の青年とキスだけ不倫に留めていた清楚美人妻 我慢の限界を迎え解放された性欲でモンスター化し貪るように若い男の肉体を堪能!（3月20日、FALENO TUBE）
- ボクの住むアパートの隣室のお姉さんは欲求不満だった… 痴話喧嘩で空いた穴から壁穴越しに立ちバックで膣奥を突きまくった夏の日の思い出（3月20日、FALENO TUBE）
- 職場ではクソ真面目なのに家では超ズボラな姉が弟の童貞チ○ポで爆イキ大絶頂! 姉が弟の初めてを奪うって… なんかいやらしいシチュエーション…（3月25日、Hunter）
- 黒人FUCK解禁! 夫婦旅行でまさかの相部屋… 黒人中出し温泉 宮西ひかる（4月1日、Fitch）
- 浮気がバレた絶倫ヤリチン夫を説教しにきた嫁の親友 宮西ひかる（4月8日、VENUS）
- 1発10万円! ヤバすぎる腰振り騎乗位で連続射精中出しチャレンジ!! 渋谷のセンター街で見つけた騎乗位自慢のドエロいギャルたちが生ち〇ぽにまたがり金玉スッカラカンになるまで精子を搾り尽くす!!（4月8日、脱ぐのは恥だがペニス立つ）
- 潜入!! 噂のリンパマッサージ店 21 「裏オプション、いかがなさいますか?」（4月10日、LEO）
- キャンギャル膣狩り -狂うほどイカされ精子で汚されたイベントコンパニオン-（4月10日、素人39）
- 学校イチ優秀で癒し系美人な女生徒に校則違反体操着で迫られ… 何度も何度もひかると中出しSEXしてしまった 宮西ひかる（4月22日、クリスタル映像）
- 「たっくさんシコシコしてね?」 鼓膜を震わせて理性バカにするASMRぐちょチュパJ系リフレ 尾崎えりか 胡桃さくら 宮西ひかる（4月22日、Million）
- 家に帰ったらお風呂にハダカの女の子! お従兄ちゃん大好き! 中に出して! 成長した従姉妹のカラダとマ○コを好き放題!（4月24日、SWITCH）
- しろうとがーる vol8 えっちなしろうと娘 4名（5月6日、しろうとがーる/妄想族）
- 幸薄め系気弱女子新入社員セクハラ健康診断（5月8日、LEO）
- 彼くん以外とシたことなかったのに、知らないおじさんと寝取らせHさせられました 宮西ひかる（5月13日、かぐや姫Pt/妄想族）
- 「我が家のゴムが減っている…」 見知らぬ男の汚い他人棒を挿れられて… 不倫SEXの快楽に溺れたウチの嫁 宮西ひかる（5月13日、JET映像）
- 同窓会W不倫セックス 初めて付き合った昔の彼女と十数年ぶりに再会した俺は大人のオンナになって成熟した人妻の肉体に何度もむしゃぶりついた 宮西ひかる（5月13日、VENUS）
- 休日に彼女と。最高の肉感の彼女に何度も中出し温泉旅行 宮西ひかる（5月20日、S-Cute）※配信作品のDVD版。
- 大学に入り直した妻の寝取られ話。（5月20日、PREMIUM）※「人妻 ひかるさん」名義
- ホテルスタッフ理不尽レ●プ（5月20日、姦乱者/妄想族）

### アダルトVR
- 僕の彼女は専属AV女優 最高の距離感と明るさで味わうイチャラブ同棲生活VR（6月24日、アイデアポケット）

- 【8K VR】美人家庭教師に空っぽになるまで射精させられるボク 宮西ひかる先生（1月6日、unfinished）
- * 呼べばすぐに来て秒で僕を舐め回すいいなりセフレ 宮西ひかる（1月11日、unfinished）
- 恋人と訪れた宿泊先の美人スタッフは近距離マッサージで誘惑してくる汗だく密着濃密セックス! 宮西ひかる（1月18日、unfinished）
- 丸の内オフィスの美人OL先輩とカラダを重ねあう昼休憩 宮西ひかる（1月25日、unfinished）
- これぞ8K! 癒し系顔面特化!! 笑顔でボクを見つめて看病してくれるカノジョ 8KVR!! 宮西ひかる（2月1日、KMPVR）
- 甘やかし上手な美容部員のお姉さんの家に転がり込んでいる経験が少ない大学生の僕は、ねっとり柔らかい唇で、大人のキスの味を教えられる。 ひかる（2月2日、unfinished）
- 天井特化アングルVR ～僕の彼女はゴルフ女子～ 宮西ひかる（2月10日、KMPVR）
- 最高の連続射精を約束する高級愛人 HIKARU 宮西ひかる（2月23日、KMPVR-彩-）
- フェラチオ顔でシコシコしてね（3月2日、KMPVR）
- 見た目は清楚系なのに… 中身は好き魔 路地裏の小さなカフェで何度も合法ハグを繰り返すモチ肌店員と常連のボク。宮西ひかる（3月7日、KMPVR-彩-）
- 俺に好かれたい部下は俺のオナホ。ひたすらねっとりセックスで漬けハメ放題な不倫愛人 宮西ひかる（3月18日、SODクリエイト）
- 観光客に話題沸騰! インバウンド風俗花魁系ピンサロ『OMOTENASHI』 裏オプ黙認で爆ヌキ花びら回転! 抜きまくりヤリまくりの生本番!（4月30日、TMA）
- 【8K VR】僕の彼女と結婚式の打ち合わせ中、試着させてもらったウエディングドレス姿の彼女に欲情してしまい、永遠の愛を確かめ合うビフォーマリッジセックス 宮西ひかる（6月14日、unfinished）
- ピンサロ再現VR ～美人女教師がまさかのピンサロ嬢に転職!?～ 宮西ひかる（6月18日、KMPVR）
- 超美人で自慢の嫁は性欲モンスター! 抜かずにもっかい中で出して出して! 悪夢のような結婚性活 宮西ひかる 【8K】（6月19日、P-BOX VR）
- 泌尿器科の先生は患者を捕食する ～あなたのおチ〇ポを診察してあげる～ 宮西ひかる（7月2日、KMPVR）
- 8K VR! 盗撮アングルパンチラ & パンティー見せJOIスペシャル!!（7月2日、KMPVR）
- 【8K】【本番NGのマットヘルス】で逆バニーS級神BODY嬢と媚薬をガンギマリ生ハメ! 早漏イクイク敏感キメパコ中出し 宮西ひかる（7月6日、こあらVR）
- 激狭! 訳アリ居候! 下宿のお姉さんと中出しSEXするまで。宮西ひかる【8K】（7月10日、P-BOX VR）
- フェラ顔 8K ノーモザ デカチンディルド しゃぶりつくしコレクション VR（7月10日、P-BOX VR）
- 超絶テクで完全搾取! 最高級Wメンズエステ 宮西ひかる あやせ舞菜（7月31日、TMA）
- 妊娠確定! 彼女の姉にキレた僕は猛乱打ピストンでイカせまくってザーメンで汚し尽くした種付けプレス中出し 宮西ひかる（8月3日、こあらVR）
- 昼過ぎに起きてダラダラとエロいことするだけの幸せな日曜日 宮西ひかる（8月23日、AQUA）
- 濡れた髪、濡れた素肌…、ぐしょ濡れで求めあう。 雨宿りをした秘密基地で再会した幼馴染に水が滴るオッパイで誘惑されて… 宮西ひかる（9月6日、KMPVR-彩-）
- 【8K VR】全視野180°天井特化＜極＞ クラスカースト上位の超美人女子校生にお下品パンチラ誘惑で何度も焦らされおチ○ポ完全敗北させられる僕（雑魚）。尾崎えりか 宮西ひかる（9月6日、unfinished）
- 彼女がおじさんに抱かれるのをただ見てるだけ 宮西ひかる（9月13日、AQUA）
- 若女将が常にカラダを密着させて最高の射精体験をさせてくれる1日1組限定の隠れ宿 快楽おもてなし旅館 宮西ひかる（9月23日、SODクリエイト）
- ストレス軽減 元気回復VR ボクは今日… 同棲中の彼女の一言で救われた。宮西ひかる（9月28日、CRYSTAL VR）
- 美女8人のケツ穴くぱぁ～を近距離ガン見VR 5（10月9日、P-BOX VR）
- 「ねぇ…このあとホテルいかない…?」 友人の結婚式で久しぶりに会った同級生。お互い既婚者だが、あの頃を思い出し青春時代に出来なかったセックスをしまくった。 宮西ひかる（10月24日、SODクリエイト）
- 優しく語りかけてくるひかるさんのお姉さん感に完堕ち とある日の午後… ボクは姉の友人にキスで心を奪われた 宮西ひかる（11月23日、CRYSTAL VR）

- 無防備に寝ていた僕に馬乗りになってきた妹の友達… しかも寝ている妹の横でこっそり挿れてきた! 宮西ひかる（2月7日、こあらVR）
- 予約困難! 有名サロンの指名NO.1エステティシャンはザーメン大好き超絶スケベなお姉さん 宮西ひかる（2月12日、P-BOX VR）
- 領域結界 完全無敵になれる世界にようこそ…イヒッ! この社員たちが今日も一日元気に肉便器業務に励んでくれるのだ… 弥生みづき 尾崎えりか 宮西ひかる（2月24日、SODクリエイト）
- 俺のことが好きすぎる笑顔満点の彼女とイチャラブ全開完全受身の中出しSEX 宮西ひかる（3月5日、P-BOX VR）
- お風呂上がりのすっぴん美女とイチャイチャ（3月21日、AQUA）
- 不感症で悩む巨乳女子ひかるちゃん 乳首開発でイキ顔アヘアへ検診 宮西ひかる（4月7日、SODクリエイト）
- 近所の男子トイレでパンチラブラチラ露出誘惑してくる綺麗なお姉さんは誰専ヤリマン! 馬乗りになり見知らぬチ〇ポでイキ狂うトイレの女神様 宮西ひかる（4月8日、こあらVR）
- 見つめられながら 顔面舐め回し! 巨乳密着! 圧迫顔騎! 美女8人の極上ご奉仕施術!! 癒やしの濃厚フェイシャルエステ（4月16日、P-BOX VR）

### アダルト配信
- 百戦錬磨のナンパ師のヤリ部屋で、連れ込みSEX隠し撮り 329 ひかる 24歳 塾の講師  人懐っこくて愛嬌バツグンのカワイ子ちゃんを飲んでそのままテイクアウト! ミニスカートから見えるパンチラで誘ってきてる?! 首しめプレイで連続絶頂しちゃうドMちゃんw（1月18日、ナンパTV）
- ひかりん（1月20日、素人ホイホイ）
- 【超絶美乳の高学歴美女! ピストンの度に乳も尻も弾むSEX特化ボディ!】恋した相手は年上の既婚男性!? 都合のいい女でいいから近くにいたいです…→都合よく使われ秒でホテイン生ハメSEX! パーフェクトな乳にむしゃぶりついて手マンで中イキ！→グチョグチョになったマ○コにバックで生挿入! 非の打ち所がない完璧なカラダに生中出しキメてすぐに2回戦目突入!→パイズリからの杭打ち騎乗位であっという間に撃沈w【あまちゅあハメREC＃せいら＃大学院生】（1月23日、MOON FORCE 2nd）
- ヒカル (hpt013)（1月24日、素人ホイホイ）
- 【黄金比エロボディ癒し系美女】清楚なのに変態プレイ好き! 笑顔もフェラ顔もイキ顔も全部シコい! エッチで美乳な女子大生と朝までずっとイチャラブハメ撮り!! 連射 & 中出し & 男潮… 生々しい一夜の記録を完全REC!!【性癖、ハメ撮り】【ひかる】（1月26日、ハメ録ch）
- ひかる (scute1431)（1月27日、S-Cute）
- 【神スタイルミスコン美女】息抜きで遊びたい! 今回の裏垢美女は【可愛いすぎる就活生】清楚で真面目ちゃんタイプなのに、実はデカチン大好きww 咥えながら見上げてくるエッチなフェラ顔をたっぷり堪能!! モデル顔負けスタイルの騎乗位も神すぎる! マジックで美ボディに卑猥な落書きをする変態肉便器プレイで淫乱メス化!! ハードにヤリまくる中出し2回戦ッ!!【撮影OK #裏垢タダマン】【HIKARU】（2月3日、街角シロウトナンパ）
- 笑顔がキュートな綺麗系お姉さんが好奇心からAVに応募! 欲求不満な身体を弄ばれカメラの前で大量潮吹き!! 慣れてきたら攻守交替、男の乳首を舐めて自ら腰を振りまくる!! 【初撮り】ネットでAV応募→AV体験撮影 2108 ひかる 23歳 カラオケ店員（2月11日、シロウトTV）
- 【流出映像】 卒業直後に同級生とパコハメする女の子 県立〇〇学園 D組 普通科 ひかる 2024年春（3月7日、AKNR）※DVD版は2024年8月22日発売
- 好きぴの言うことならなんでも聞いちゃう尽くし系女：ヒカル (24)【女がハマる甘い沼】（3月7日、しろうとまんまん沼）
- 家まで送ってイイですか? case.246 中武さん / 25歳 / パチンコ帰り  【唇が腫れあがる程のキス魔参上】こんな激しいキス見た事ない! ムカつくぐらいのイチャイチャセックス! これが嫉妬ヌキ! ⇒ えっ？女子アナじゃないの!? 才色兼備のお嬢様大学出身 ⇒ プロ級ダンス! 騎乗位の華麗なる腰つき⇒地球で一番の癒し! キス手コキの天才! ⇒ 気持ち良すぎて紅潮! 目が♪! 求め求められ合う汗だくセックス! ⇒ 男なんて大キライ! ウソウソ大スキ! キス大好き! チ○コ大好き!（5月3日、ドキュメンTV）
- HIKARU (oreco693)（5月6日、俺の素人-Z-）
- ひかる (refuck076)（5月15日、Re:Fuck）
- Hさん（7月3日、Buzzシロウト）
- ひかるさん (oreco765)（7月7日、俺の素人-Z-）
- ヒカル（7月10日、素人熟女図鑑）
- 【フェラ大好き不倫ビッチ】既婚男性のみを狙うスケベ保育士! チ●コを舐めているだけでビショビショになる淫乱ビッチ! マ●コにおもちゃを咥えながらもフェラに夢中! 全国の既婚男性は気をつけろッ!!! 【Tanks Bitch】【ヒカル】（7月21日、街角シロウトナンパ）
- 類まれなる美乳美脚の尽くす系美女×本能のまま腰を振り続ける会心SEX【ひかる(塾講師)】【えちえち過保護プレイ】【美脚 × 美乳の美セフレ】【M字大開脚クンニ】【おっぱいぶっかけ × ナマ中出し】【最後はお掃除フェラ】（7月24日、MOON FORCE）
- 【神エロボディハメ潮大噴射】見た目は清楚だけど中身はドスケベなモデル級美女登場! 可愛い笑顔に美白肌の超美乳、ぷるぷるの美尻を兼ね備えた極上ボディ! いきなりエロ顔バキュームでフェラ抜きごっくん♪ スレンダーなカラダを奥まで突き上げられ、とめどなく溢れ出る大量ハメ潮! エロス大解放の生ハメ中出しセックス!! 【PornGirl】【hikaru】（7月28日、街角シロウトナンパ）
- HIKARU (oremo221)（8月2日、俺の素人-Z-）
- 【真面目そうな先生のエッチな本性は…】現役数学教師! BAN寸前!? えっちえちで際すぎるイ●スタを投稿しまくるアイナちゃん降臨!! 色白Fカップ美乳 × スレンダー美脚!!! 美身を震わせイキまくり、豪快潮吹きまで!!! 「いっぱい壊してくださいッッ!!!」我を忘れて乱れまくる!!! アイナ ?歳. 現役数学教師（8月19日、Jackson）
- ひかる (erofc284)（8月26日、恋愛カノジョ）
- マジ軟派、初撮。 2075 ひかる 24歳 塾の講師  はだけた浴衣から覗く純白肌に下心爆発! エレガンスな雰囲気からの豹変ギャップがヌケる!! 彼氏に放置されて座り込む和服美人を浅草でナンパ! 美白美巨乳美尻の全身エロボディを震わせて甘可愛ボイスで悶絶イキを連発!!!（9月8日、ナンパTV）
- 【献身的でどすけべで奥ゆかしい】男心をくすぐるスレンダー天然巨乳、過保護なヤリ尽くし系美女を一晩かけてとことん味わう【チ●ポの握り方に出る品性】 ひかる 昼間は保育士（9月24日、プレステージプレミアム）
- ひかる先生 (srgt048)（11月1日、しろうとガチャ）
- M・H (spay487)（11月3日、素人ペイペイ）
- ひなこ & ひかる (srt2006)（11月14日、しろうとがーる2）
- ヒカル 2 (gjkz572)（12月10日、素人熟女図鑑）
- ひかる (oreco926)（12月12日、俺の素人-Z-）
- クリスマス乱交4P! 美爆乳美女&ガチド淫乱極上スタイルJD2人組と生々濃厚乱交連続ナマ発射!! コスに映えるWビッチ娘のエチエチ競演!! 女も惚れるオッパイを互いに舐め舐めむちゃエロイ!! みんな逝ってみんないいドチャしこサンタのエチエチプレゼント!? ダブル中出し性なる乱交SP!! つっきー & ひかる (ntk893)（12月23日、れいわしろうと）

- ひかる (spay519)（1月1日、素人ペイペイ）
- ラグジュTV 1799 奈月 27歳 結婚式場勤務 欲求不満なアラサー美女とのイチャラブセックスかと思いきや、まさかのドM宣言!! 落ち着いた雰囲気とは裏腹に、開始早々から嬉しそうに男体へご奉仕。自らが昂らせた肉棒で激しく突かれて連続絶頂乱れイキ!!（1月19日、ラグジュTV）
- ひかる (omad008)（2月15日、おまん堂）
- 【浴衣スレンダー美女いちゃハメ3発射の濃厚プレイ】【浴衣美女の熱烈即尺で花火より激しい口内に打ち上げ発射1発!】【ベッドで生ちん打ち上げ膣内発射でケイレン昇天】【スレンダー美ボディ披露の全裸2回戦で生挿入SEX継続! 継続!】【ひかり/20歳/スレンダーF乳美乳首の美女!!】（2月21日、れいわしろうと）
- ひかる (omad010)（2月22日、おまん堂）
- 【女教師カノジョ】Fカップ家庭教師を彼女としてレンタル! 口説き落として本来禁止のエロ行為までヤリまくった一部始終を完全REC!! 急遽・大阪出張SP! 道頓堀デートを楽しんだら、本来禁止のホテルに連れ込み秘密の恋人セックス!! 大人の色気MAXの女教師は少し尻を撫でただけでセクシーな吐息が盛れる敏感体質!! チ◯コを撫で回す指先もエロ過ぎて… 「いっぱい搾り取ってあげる」なんて言われて、この先の展開に期待度MAX!! 【レンタルカノジョ】 ひかるちゃん 24歳 家庭教師（3月2日、プレステージプレミアム）
- ひかる (srt2029)（3月7日、しろうとがーる2）
- ひかる (nost021)（4月3日、ネオシロウト）
- キャンギャルM (spay560)（4月5日、素人ペイペイ）
- 清楚な女に騙されるな。実際エロすぎて沼だぞ─。「彼女以外の女の子と遊んでみない?」なんてカワイイ子に言われてついていったら人生変わった話。カラオケで大胆にキス→顔面騎乗位→アナル舐め→生ハメからのぐちょぐっちょま●こへ中出し。ここまで女性優位でやりたい放題。気がつけば愛する彼女を忘れ、一瞬の快楽の虜に─。令和のシン・清楚系ビッ痴降臨。禁断の寝取りドキュメント!! 【NTRリバース】 ゆいか 25歳 ウエディングプランナー（4月13日、プレステージプレミアム）
- H220ちゃん (shinki222)（4月18日、蜃気楼）
- ひかる 2 (scute1502)（5月9日、S-Cute）

### イメージDVD / BD
- Hikaru Shinin' Go! Go!!（2022年7月21日、REbecca）◎

## 出演

### ネット
- 【前編】新人女優・宮西ひかるインタビュー　憧れの女優さんは？　好きな男性のタイプは?　夜のオカズは?（2022年4月21日、実話BUNKAタブーチャンネル/YouTube）
- 【後編】新人女優・宮西ひかると一緒に本人出演作を観てみた結果（2022年4月21日、実話BUNKAタブーチャンネル/YouTube）

### ウェブドラマ
- 闇の女手配師レイカ 妖艶美女スカウトが誘う甘美な闇（2023年11月3日、ネクスタシーEX、シネポップ）[7]

### テレビ
- ビ〜チ9（2022年7月、テレビ埼玉） - マンスリーゲスト

## 掲載

### 雑誌
- 週刊実話 2022年2月3日号（日本ジャーナル出版） - 袋とじ「22歳の塾講師が脱いだ!!」
- 月刊FANZA 2022年3月号（ジーオーティー） - インタビュー「HATSUMONO!」
- 週刊実話 2022年7月21日号（日本ジャーナル出版） - 袋とじ「黒髪お嬢さまの誘惑」
- 週刊大衆 2022年8月15日号（双葉社） - グラビア「令和クイーン候補2人 真夏の絶頂ヌード 18連発」
- 週刊アサヒ芸能 2022年9月1日号（徳間書店） - グラビア「今日はなんだかぴんくな気分」